# 4 Walls
《4 Walls》為韓國女子音樂組合f(x)的第四張正規專輯，由SM娛樂於2015年10月27日發行音源和唱片。此專輯也是成員Sulli退團後發行的第一張專輯及f(x)成員們與SM娛樂合約到期前所發行的最後一張專輯。

## 「4 Walls」
- 與上一張正規專輯《Red Light》相距約1年3個月的回歸。
- 此為前成員Sulli退團後發行的第一張專輯。
- 為紀念「4 Walls」SM宣布將會在10月21-26日晚上8-12點在龍山區梨泰院進行「[4 WALLS] AN EXHIBIT」，的各項活動，以破格劃世代的方式進行宣傳極為獨特。
- 同名主打歌《4 Walls》是首帶有夢幻感，且能夠完美地展現出組合特色的電子舞曲。
- 10月22日凌晨0時，f(x)官網發布第一位成員Victoria的概念照，Victoria透過不同風味的髮型、首飾、配件、服裝等物品的搭配，展現出既夢幻又神祕的魅力，帶點復古風味道的概念與形象，讓人感受到這次回歸的大轉變。
- 10月23日凌晨0時，f(x)官網發布第二位成員Luna的概念照，Luna展現出比以往更加成熟、豔麗的魅力，無論是彩妝、髮型、服裝、甚至是身材體態，都有很大的轉變與突破，如同復古洋娃娃般的外貌與氣質，看起來非常地美麗。
- 10月24日凌晨0時，f(x)官網發布第三位成員Krystal的概念照，在此概念照中Krystal很好地消化這些帶點復古味的髮型與服裝，並以趴在地板上、跪坐或看似不簡單的拱腰動作…等動作搭配，雖說是概念照，但卻讓人有在欣賞時尚雜誌般的感覺。
- 10月25日凌晨0時，f(x)官網發布最後一位成員Amber的概念照，在概念照中不論是穿著復古條紋襯衫搭配天藍色寬褲，拿著鮮花若有所思地望向別的地方；或是以毛衣搭配牛仔褲，清澈眼神直直凝視著鏡頭，都有著不同以往的沉靜感。
- 10月26日晚間11點成員Krystal透過 V app 進行《4 Walls LIVE with KRYSTAL》的直播活動。
- 10月27日，發布第四張正規專輯《4 Walls》全輯音源。
- 10月27日凌晨0時，f(x)透過SMTOWN 官方 YouTube 頻道釋出專輯同名主打歌《4 Walls》的 MV。內容描寫如同密集綻放的花瓣，在愛情突然萌芽之時，混亂的心情就好像被困在四面都是牆壁的空間當中，帶有夢幻風格與俐落感 Deep House 電子舞曲，不僅展現出 f(x) 的特色，也能感受到她們經過沉潛之後的轉變。
- 《4 Walls》專輯一推出馬上就登上七大音源榜的冠軍寶座，超強的回歸氣勢，讓人更加期待她們本次的活動。
- 《4 Walls》專輯銷售僅僅4天，就進入韓國gaon專輯10月份榜銷量第4名，也為f(x)締造新成績。
- f(x)憑藉著《4 Walls》的首周銷售量66,083張，佔據2015年韓國H榜女子專輯部門首周銷量第一名的紀錄，且也以首周銷售66,083的銷售量在2015年首周銷售排行榜第五名，是前五排行榜中唯一女團。
- 《4 Walls》被美國音樂雜誌Billboard評選為《20 Best K-Pop Songs of 2015: K-Town Picks》「第1位」、《Billboard The 10 Best K-Pop Albums of 2015》最佳韓文專輯「第2位」。
- 10月29日透過《 M! Countdown》正式回歸。
- 主打曲目「4 Walls」於多個音樂節目取得1位。
  - M! Countdown：2015年11月5日、11月19日
  - Music Bank：2015年11月6日、11月13日
  - THE SHOW：2015年11月10日
- 《4 Walls》已於2015年11月15日SBS人氣歌謠結束本次打歌活動，並將中心投入在2016年1月29-31日於首爾舉辦的演唱會做全力準備。
- 《4 Walls》發行後不僅創下多個新紀錄，除了成為女子組合首周銷售第一名的紀錄外，同時也是2015年女子組合專輯總銷售量第一名，可謂前所未見的多項紀錄。

## 曲目列表
| 曲序 | 曲目                              |                                           | 作曲                                                                                              | 时长 |
| ---- | --------------------------------- | ----------------------------------------- | ------------------------------------------------------------------------------------------------- | ---- |
| 1.   | 4 Walls                           | Lee Seu-ran (Jam Factory)                 | LDN Noise, Tay Jasper, Adrian McKinnon                                                            | 3:27 |
| 2.   | Glitter                           | Lee Seu-ran (Jam Factory)                 | Andreas Öberg, Maria Marcus                                                                       | 2:59 |
| 3.   | Deja Vu                           | Jo Yoon-kyung                             | Adam Kapit, Ryan S. Jhun, Nermin Harambasic, Kine J. Hansen, Lloyd Lawrence Lorenz, Camilla North | 3:40 |
| 4.   | X                                 | Kim In-hyung & Shin Hye-sun (Jam Factory) | Nicolas Jack Scapa (10K Islands), Brian Robertson, Fransisca Hall, Anjulie Persaud, Ryan S. Jhun  | 3:23 |
| 5.   | Rude Love                         | 100%서정 (Jam Factory)                    | LDN Noise, Andrew Jackson, Katherine Daisy Syron-Russell                                          | 4:18 |
| 6.   | Diamond                           | Young-hu Kim                              | Jussi Karvinen, Taylor Parks, Ryan S. Jhun                                                        | 3:59 |
| 7.   | Traveler（feat. ZICO of Block B） | JQ, Kim Jin-ju (makeumine works), ZICO    | The Stereotypes                                                                                   | 3:38 |
| 8.   | Papi                              | Kenzie                                    | Kenzie, LDN Noise, Shaun, Ylva Dimberg                                                            | 3:05 |
| 9.   | Cash Me Out                       | Kenzie                                    | JDavid Dawood, Mark Pellizzer, Makeba Riddick                                                     | 3:21 |
| 10.  | When I'm Alone                    | Carly Rae Jepsen, Jo Yoon-kyung           | Bonnie McKee, Matt Radosevich, Steven Robson, Carly Rae Jepsen, Hwang-hyun (MonoTree)             | 3:23 |